# Francisco Zuela
José Luis Francisco Zuela dos Santos (Luanda, 3 agosto 1983) è un calciatore angolano, centrocampista del Kabuscorp.